# Diócesis de Ales-Terralba
La diócesis de Ales-Terralba (en latín: Dioecesis Uxellensis-Terralbensis y en italiano: Diocesi di Ales-Terralba) es una circunscripción eclesiástica de la Iglesia católica en Italia. Se trata de una diócesis latina, sufragánea de la arquidiócesis de Oristán. Desde el 3 de julio de 2021 su obispo es Roberto Carboni, de la Orden de Frailes Menores Conventuales.

## Territorio y organización

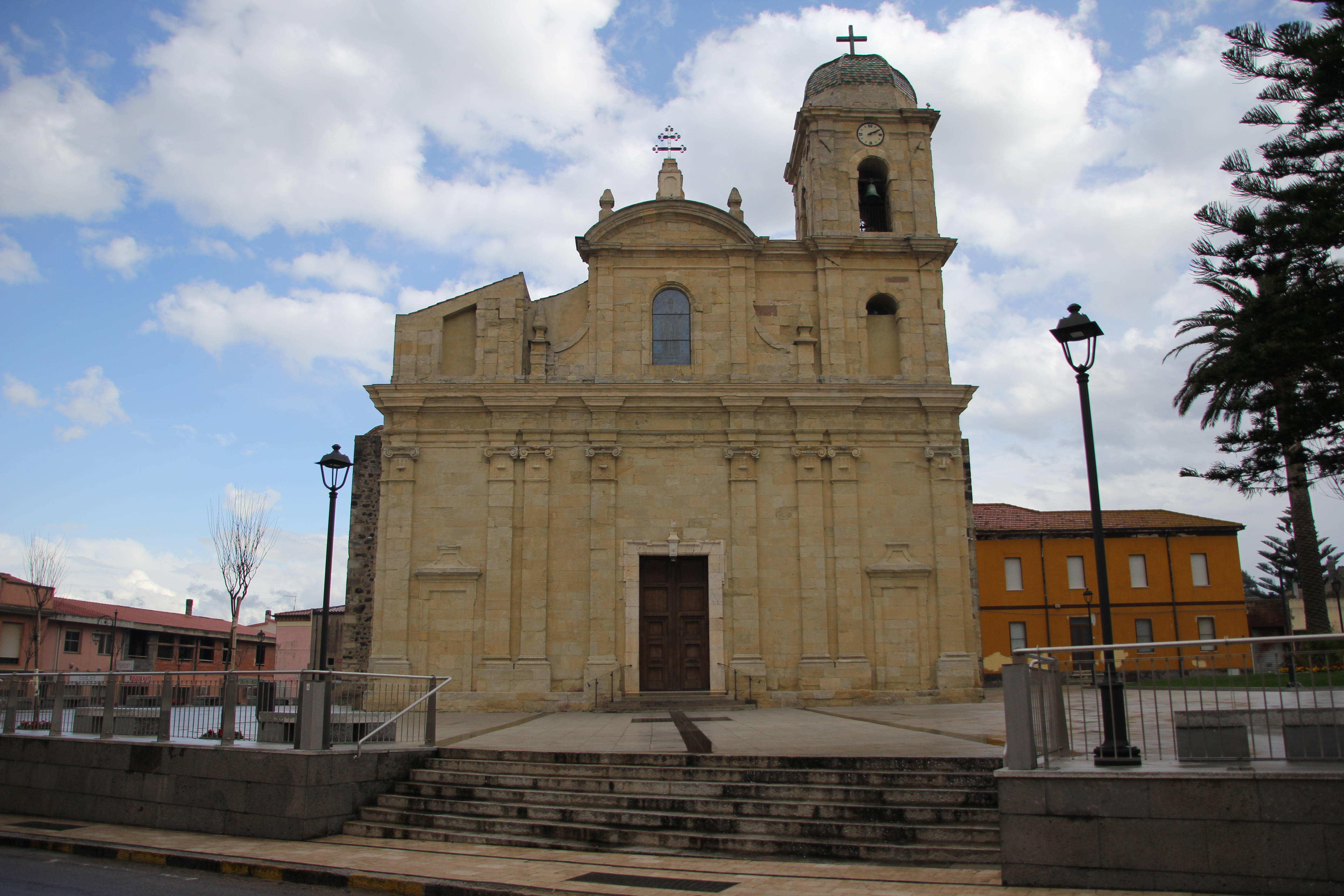
Excatedral de San Andrés Apóstol, en Terralba

La diócesis tiene 1495 km² y extiende su jurisdicción sobre los fieles católicos de rito latino residentes en parte de la región de Cerdeña, comprendiendo: 
- en la provincia de Oristán las 21 comunas de: Albagiara, Ales, Baradili, Baressa, Curcuris, Gonnoscodina, Gonnosnò, Gonnostramatza, Masullas, Mogoro, Morgongiori, Pau, Pompu, San Nicolò d'Arcidano, Simala, Sini, Siris, Terralba, Uras, Usellus y Villa Verde;
- en la provincia de Cerdeña del Sur las 18 comunas de: Arbus, Collinas, Genuri, Gonnosfanadiga, Guspini, Las Plassas, Lunamatrona, Pabillonis, Pauli Arbarei, San Gavino Monreale, Sardara, Setzu, Siddi, Tuili, Turri, Ussaramanna, Villacidro y Villanovaforru.

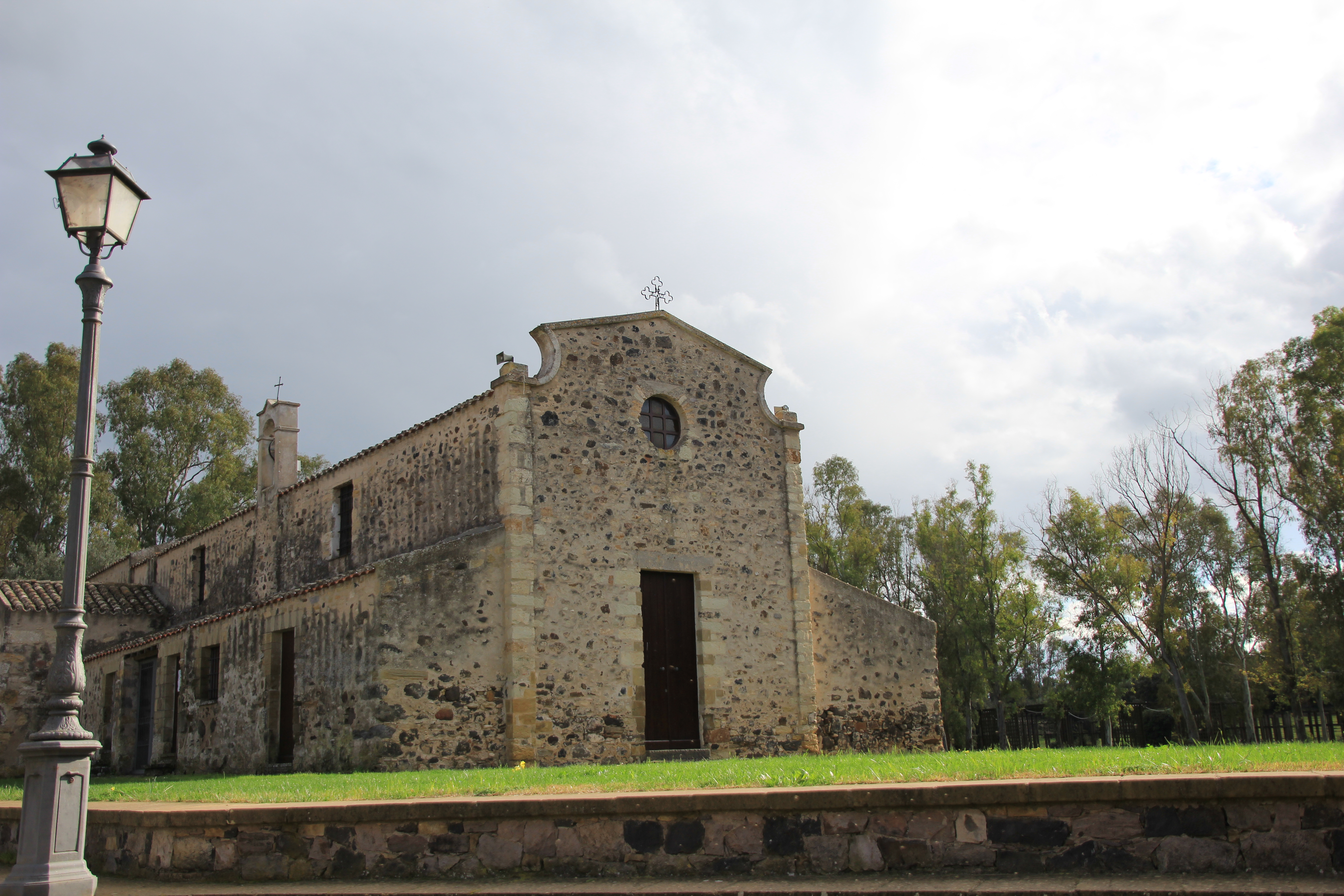
Santuario de Santa María de Is Acquas, en Sardara

La sede de la diócesis se encuentra en la ciudad de Ales, en donde se halla la Catedral de San Pedro y San Pablo. En Terralba se encuentra la Concatedral de San Pedro. El santuario diocesano más importante es el Santa María de Is Acquas, en Sardara.
En 2022 en la diócesis existían 57 parroquias.

## Historia
La actual diócesis es el resultado de la unión, establecida en el 1986, de dos antiguas diócesis medievales, ya unidas aeque principaliter desde 1503, la diócesis de Ales (conocida también como diócesis de Uselli) y la diócesis de Terralba.

### Ales
Los orígenes de la diócesis de Usellus son inciertos. La historiografía local tradicional atestigua su existencia ya a finales del siglo VI. De hecho, en una carta dirigida por Gregorio Magno al metropolitano de Cagliari, Ianuarius, se mencionan todos los obispos de la isla, sin hacer referencia, no obstante, a la sede a la que pertenecían. Según algunos eruditos locales, uno de ellos era obispo de Usellus. Sin embargo, según otros historiadores, estas hipótesis no tienen fundamento.
La diócesis fue erigida (o reconstituida) en la segunda mitad del siglo XI, con ocasión de la reorganización de la Iglesia sarda, quizás realizada durante el pontificado del papa Alejandro II (1061-1073). La diócesis formaba parte del juzgado de Arborea y, por lo tanto, era sufragánea de la arquidiócesis de Arborea. El primer obispo documentado históricamente, sin embargo, data recién del año 1146. Se trata de Murrellu (o Pello), mencionado en el condaghe de Santa Maria di Bonarcado.
Ni siquiera está claro por qué existía un doble título de Ales o Usellus: «en el estado actual de los conocimientos es imposible establecer con certeza en cuál de los dos centros residía el obispo». En 1182 aparece atestiguado por primera vez el título de Ales, en un documento del obispo Comita Pais. Sin embargo, el título de Uselli todavía está documentado en los siglos siguientes.
La antigua catedral de Uselli estaba dedicada a las santas mártires Giusta, Giustina y Enedina. En fecha no precisada, tras la destrucción de Uselli y la masacre de sus habitantes, la sede episcopal fue trasladada a Ales, donde se erigió la iglesia de San Pedro como catedral. Según otra tradición, sin embargo, «no suficientemente fiable, entre finales del siglo XV y principios del XVI Violante Carroz, señor feudal de las tierras que formaban parte de la diócesis, hizo construir la catedral de Ales, donde el obispo se había trasladado desde el cercano centro de Usellus».
La diócesis, según el Rationes decimarum del siglo XIV, comprendía las parroquias de los siguientes pueblos: Ales, Almos, Atzeni, Baradili, Baressa, Barumele, Cilixia, Curcuris, Escovedu (Iscopediu), Figu, Gesturi, Gonnosnò, Las Plassas, Lunamatrona, Ollastra (Albagiara), Pau, Pauli Arbarei, Setzu, Siddi, Sini, Tuili, Turri, Usellus, Ussaramanna, Ussarella, Villanovaforru, Villa Verde (Bannari) y Zeppara.
La cronología de los obispos de Ales es muy irregular hasta la primera mitad del siglo XIV. Entre los obispos mejor documentados está Giovanni di Vieri, que en 1329 había sido elegido obispo de Galtellì, pero fue destituido por el papa Juan XXII, que en 1330 lo nombró obispo de Ales; gobernó la diócesis hasta 1367. Su episcopado es uno de los más largos de toda Cerdeña. Durante el Cisma de Occidente, las curias papales de Roma y Aviñón designaron sus propios obispos para la sede de Ales.
Durante el episcopado de Bernardo di Michele la diócesis de Ales se unió temporalmente a la de Terralba. Esta primera unión terminó en 1475. La unión se hizo definitiva en 1503.

### Terralba

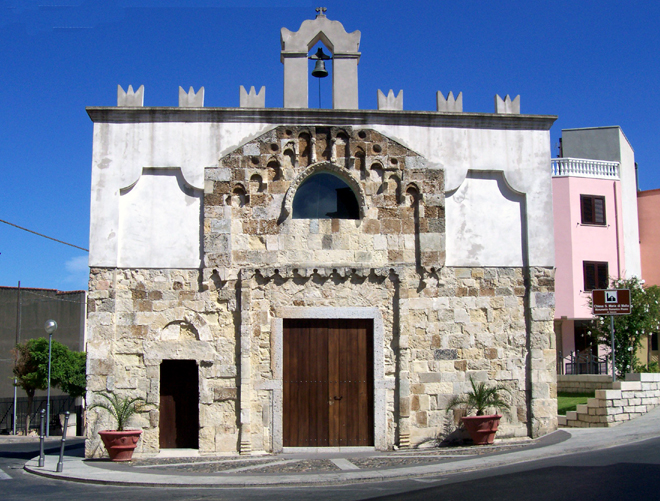
Iglesia de Santa María in Malta en la localidad de Guspini

La diócesis de Terralba, como la de Uselli, fue erigida en el ámbito de la reorganización de los distritos eclesiásticos sardos en la segunda mitad del siglo XI, cuando se erigió la provincia eclesiástica de Arborea. La diócesis se extendía sobre los curatos de Bonurzoli y Parte Montis.
El primer obispo documentado es Mariano, quien consagró la catedral en 1144, como atestigua la placa conmemorativa del acontecimiento. Después de él es conocido el obispo Ildebrandino, citado, junto a Murrellu dE Uselli, en el condaghe de Santa Maria di Bonarcado (1146). Incluso para Terralba la cronología episcopal se vuelve regular sólo a partir del siglo XIV.
Entre las órdenes presentes en la diócesis cabe mencionar a los vallombrosanos, que en el siglo XII fundaron el monasterio de San Michele di Tamis, cuyas ruinas se encuentran hoy en la comuna de Masullas.
La diócesis extendió su jurisdicción sobre las parroquias de los pueblos de: Arbus, Arcidano Magno (San Nicolò Arcidano), Architano Parvo, Cansella, Cracargia (Cargi), Fluminimaggiore, Fontana de Urgo, Forru (Collinas), Genna, Genusi, Gonnosfanadiga, Gonnoscodina, Gonnostramatza, Gozula, Gulsuè, Guspini, Marrubiu, Monreale, Pabillonis, Pardu, Pompu, San Gavino Monreale, Sardara, Serdis de Monte, Serru, Serzela, Sey, Simala, Tamis, Taverna, Terralba, Uras, Uta Passaris, Villa d'Abbas, Villa Jaca y Zuradili.
La diócesis tenía escasez de ingresos. Por este motivo, el obispo Giovanni Rubeo (Rossi) (1332-1356) recibía una pensión anual de la curia papal para su sustento. Ya unidas entre 1444 y 1475, las diócesis de Terralba y Ales quedaron definitivamente unidas en 1503.

### Sedes unidas
Las dos sedes de Alès y Terralba fueron unidas aeque principaliter por el papa Julio II el 8 de diciembre de 1503 mediante la bula Aequum reputamus, ejecutando una decisión ya tomada por su predecesor el papa Alejandro VI. La sede de la diócesis unida estuvo situada en Ales y el primer obispo fue Giovanni Sanna, que gobernó desde 1507, tras la muerte del último obispo de Ales, Giovanni Crespo.
Durante un breve periodo de la unión, la sede pasó a manos de Masullas.
Entre los obispos de Ales y Terralba destacaron en particular: Andrea Sanna (1521-1534), que ejerció el cargo de inquisidor del Reino de Cerdeña; Pedro del Frago Garcés (1562-1566), teólogo del Concilio de Trento, y que fue el primero en toda la isla en celebrar un sínodo diocesano después del concilio; Miguel Beltrán (1648-1643), fundador del monti di credito, para combatir la usura, y del monti frumentari, para facilitar el trabajo de los campesinos; Domenico Cugia (1684-1691), que reconstruyó la catedral; Francesco Masones y Nin (1693-1704), quien fundó el seminario diocesano; Giuseppe Maria Pilo (1761-1786), que apoyó la fundación de escuelas en muchas de las parroquias de la diócesis y la construcción de cementerios fuera de los centros habitados; Francesco Zunnui Casula (1867-1893), teólogo del Concilio Vaticano I y defensor del dogma de la Inmaculada Concepción.
Por concesión especial de los reyes españoles, confirmada por los reyes de Saboya, desde 1644 hasta 1866 los obispos fueron elegidos exclusivamente entre el clero sardo. A causa de la malaria que proliferaba, desde mayo a noviembre los párrocos se hacían sustituir a menudo por vicarios, por una remuneración exigua, en detrimento de la atención pastoral de los fieles; «hacia 1720, esta práctica se aplicaba en treinta y dos de las cuarenta y tres parroquias de la diócesis». Incluso los obispos abandonaron sus sedes, prefiriendo lugares más saludables fuera de la diócesis. Esta costumbre terminó con el obispo Giuseppe Maria Pilo, quien, de acuerdo con el arzobispo de Cagliari, intercambió la rica parroquia de Villamar con la ubicación menos cotizada pero más saludable de Villacidro, donde el prelado hizo construir la nueva residencia episcopal de verano.
En el siglo XIX, debido a las difíciles relaciones entre el Estado y la Iglesia, la diócesis permaneció vacante durante largos períodos. En 1867, el obispo Francesco Zunnui Casula tuvo que afrontar una grave crisis financiera que afectó a la diócesis a causa de las leyes saboyanas de confiscación del patrimonio eclesiástico, que llevaron a la pérdida de las habituales fuentes de ingresos y de sustento del clero.
El 30 de junio de 1981, con la carta apostólica Qui semper, el papa Juan Pablo II confirmó a la bienaventurada Virgen María, venerada con el título de Santa Maria delle Acque, como patrona principal de la diócesis.
El 30 de septiembre de 1986, mediante el decreto Instantibus votis de la Congregación para los Obispos, la Santa Sede estableció la unión plena de las dos diócesis, reducidas a una con el nombre de Ales-Terralba, con un solo capítulo, una sola curia y una sola catedral.
Desde el 3 de julio de 2021 está unida in persona episcopi a la arquidiócesis de Oristán.

## Estadísticas
Según el Anuario Pontificio 2023 la diócesis tenía a fines de 2022 un total de 88 413 fieles bautizados.
| Año                                                                             | Población            | Población | Población      | Sacerdotes | Sacerdotes    | Sacerdotes    | Bautizados por sacerdote | Diáconos permanentes | Religiosos | Religiosos | Parroquias |
| Año                                                                             | Bautizados católicos | Total     | % de católicos | Total      | Clero secular | Clero regular | Bautizados por sacerdote | Diáconos permanentes | Varones    | Mujeres    | Parroquias |
| ------------------------------------------------------------------------------- | -------------------- | --------- | -------------- | ---------- | ------------- | ------------- | ------------------------ | -------------------- | ---------- | ---------- | ---------- |
| 1905                                                                            | 59 530               | ?         | ?              | 102        | 102           |               | ?                        |                      | ?          | ?          | 42         |
| 1959                                                                            | 100 000              | 100 000   | 100.0          | 85         | 80            | 5             | 1176                     |                      | 6          | 78         | 45         |
| 1969                                                                            | 104 310              | 104 310   | 100.0          | 93         | 89            | 4             | 1121                     |                      | 11         | 132        | 46         |
| 1980                                                                            | 100 005              | 100 190   | 99.8           | 75         | 71            | 4             | 1333                     |                      | 6          | 102        | 61         |
| 1990                                                                            | 104 250              | 104 500   | 99.8           | 75         | 71            | 4             | 1390                     |                      | 5          | 128        | 56         |
| 1999                                                                            | 102 981              | 102 981   | 100.0          | 76         | 69            | 7             | 1355                     | 2                    | 8          | 115        | 57         |
| 2000                                                                            | 102 621              | 102 900   | 99.7           | 76         | 69            | 7             | 1350                     | 2                    | 8          | 110        | 57         |
| 2001                                                                            | 102 539              | 102 803   | 99.7           | 77         | 71            | 6             | 1331                     | 2                    | 7          | 106        | 57         |
| 2002                                                                            | 104 024              | 104 364   | 99.7           | 78         | 72            | 6             | 1333                     | 2                    | 7          | 106        | 57         |
| 2003                                                                            | 101 546              | 102 016   | 99.5           | 79         | 71            | 8             | 1285                     | 5                    | 8          | 109        | 57         |
| 2004                                                                            | 101 377              | 101 700   | 99.7           | 78         | 72            | 6             | 1299                     | 5                    | 6          | 107        | 57         |
| 2006                                                                            | 100 866              | 101 232   | 99.6           | 70         | 70            |               | 1440                     | 5                    |            | 101        | 57         |
| 2010                                                                            | 100 277              | 100 608   | 99.6           | 79         | 74            | 5             | 1269                     | 5                    | 5          | 93         | 57         |
| 2012                                                                            | 99 336               | 99 598    | 99.7           | 70         | 65            | 5             | 1419                     | 5                    | 5          | 91         | 57         |
| 2015                                                                            | 93 675               | 93 931    | 99.7           | 68         | 64            | 4             | 1377                     | 5                    | 4          | 86         | 57         |
| 2018                                                                            | 94 413               | 94 660    | 99.7           | 62         | 56            | 6             | 1522                     | 5                    | 6          | 86         | 57         |
| 2020                                                                            | 91 387               | 91 535    | 99.8           | 61         | 54            | 7             | 1498                     | 5                    | 7          | 76         | 57         |
| 2022                                                                            | 88 413               | 88 868    | 99.5           | 61         | 54            | 7             | 1449                     | 5                    | 7          | 76         | 57         |
| Fuente: Catholic-Hierarchy, que a su vez toma los datos del Anuario Pontificio. |                      |           |                |            |               |               |                          |                      |            |            |            |

### Vida consagrada
Entre los institutos religiosos presentes en la diócesis se encuentran las Hijas de San José (Genoni), las Hijas de María Auxiliadora (salesianas), el Cenáculo del Corazón Adolorado e Inmaculado de María, las Hermanas Franciscanas Misioneras de Susa, las Pías Hermanas de la Redención, las Hermanas de San José Benito Cottolengo (cotolenguinas), las Hermanas de la Caridad de Santa María, las Hermanas de la Misericordia, las Hermanas Ursulinas de la Sagrada Familia y las Mínimas del Sagrado Corazón.
Entre los institutos seculares están las Apóstoles de los Sagrados Corazones de Jesús y María, la Compañía de Santa Úrsula, el Instituto de María Santísima Anunciada y las Misioneras de la Realeza de Cristo. La única sociedad de vida apostólica masculina presente en diócesis es la Apostolic Life Community of Priests OSS (Misioneros de Tanzania).

## Episcopologio

### Obispos de Uselli (Ales)
- Anónimo † (al tiempo del papa Gregorio Magno)[nota 2][13]
- Pello (o Rello o Murrellu) † (mencionado en 1146)
- Mauro † (mencionado en 1182)[nota 3]
- Comita Pais † (mencionado en 1182)
- Mariano † (mencionado en 1206)
- Giovanni Marras † (antes de 1230-después de 1237)
- Anónimo † (mencionado en 1263)
- Roberto Drago, O.P. † (1312-1320 falleció)
- Giovanni † (mencionado en julio de 1330)
- Giovanni di Vieri † (27 de julio de 1330-1367 falleció)
- Giacomo † (16 de agosto de 1367-1373 renunció)
- Obediencia romana y pisana:
  - Cristoforo † (mencionado antes de 1396)
  - Gomezio †
  - Antonio di Roma † (28 de noviembre de 1396-1402 depuesto)
  - Giacomo II † (9 de octubre de 1402-3 de agosto de 1403 nombrado obispo de Lavello)
  - Giovanni III † (3 de agosto de 1403-?)
  - Pietro Spinola, O.S.B. † (11 de julio de 1413-?)
- Obediencia aviñonesa:
  - Pietro † (27 de abril de 1412-8 de octubre de 1414 nombrado arzobispo de Cagliari)
- Bernardo o Leonardo Rubeo † (25 de abril de 1418-1421 falleció)
- Giovanni da Campolongo, O.Carm. † (14 de marzo de 1421-1425 falleció)
- Giacomo da Villanova, O.F.M. † (12 de diciembre de 1425-1439 falleció)
- Juan García de Aragón, O.P. † (1 de julio de 1439-5 de octubre de 1444 nombrado obispo de Siracusa)
- Bernardo Michele, O.P. † (16 de octubre de 1444-1 de octubre de 1454 falleció)
- Antonio di Vich † (18 de diciembre de 1454-1455)
- Giovanni di Magarola † (1457-1463)
- Giovanni de la Bona † (18 de diciembre de 1463-1484 falleció)
- Pere García † (21 de julio de 1484-14 de junio de 1490 nombrado obispo de Barcelona)
- Michele Danyon † (14 de junio de 1490-1493 falleció)
- Giovanni Crespo o Crispi, O.E.S.A. † (2 de octubre de 1493-18 de enero de 1507 falleció)

### Obispos de Terralba
- Mariano † (mencionado en 1144)[13]
- Ildebrandino o Alibrandino † (mencionado en 1146)
- Mariano o Mariniano Zorrachi † (antes de 1182-después de 1206)
- Torchitorio de Muru † (circa 1210-30 de octubre de 1224 nombrado arzobispo de Oristán)
- Guantino da Siuru (Costantino) † (antes de 1228-después de 1248)
- Anónimo † (documentado en 1252)
- Anónimo † (mencionado en 1254)
- Anónimo † (mencionado en 1263)
- Furato † (mencionado en 1300)
- Oddone della Sala, O.P. † (14 de marzo de 1300-7 de febrero de 1302 nombrado obispo de Pola)
- Roberto Vacca, O.F.M. † (1 de septiembre de 1302-1329 falleció)
- Martino, O.S.A. † (20 de octubre de 1329-1332 falleció)
- Giovanni Rossi, O.Carm. † (6 de abril de 1332-1356 falleció)
- Guglielmo d'Aragona, O.P. † (15 de junio de 1356-1364 falleció)
- Giovanni II † (13 de septiembre de 1364-1389 falleció)
- Obediencia aviñonesa:
  - Pietro Ferrari, O.F.M. † (17 de septiembre de 1389-1412)
  - Guglielmo Vacca, O.P. † (16 de septiembre de 1412-1419)
- Obediencia romana y pisana:
  - Francesco Pasarino † (25 de octubre de 1378-1388)
  - Fennis † (menzionato il 5 de noviembre de 1386-1409)
  - Francesco † (mencionado en 1409-1411)
  - Francesco di Roma, O.E.S.A. † (5 de octubre de 1411-1412)
- Matteo Serra, O.P. † (21 de junio de 1419-1425 falleció)
- Domenico Di Giovanni, O.P. † (28 de febrero de 1425-1436)
- Giacomo Fortesa † (27 de junio de 1436-1443)
  - Biagio Pyn, O.F.M. † (octubre de 1442-?) (antiobispo)
- Giovanni de Aranda, O.E.S.A. † (6 de septiembre de 1443-16 de octubre de 1444 nombrado obispo titular de Gabala)
  - Sede unida a Ales (1444-1475)
- Giovanni Pellis † (18 de agosto de 1475-1484 falleció)
- Giovanni Orient, O.F.M. † (22 de septiembre de 1484-1503 falleció)
  - Sede vacante (1503-1507)

### Obispos de Ales y Terralba
- Giovanni Sanna † (27 de enero de 1507-23 de enero de 1516 nombrado arzobispo de Sassari)[nota 4][14]
- Andrea Sanna † (10 de mayo de 1521-3 de agosto de 1554 nombrado arzobispo de Oristán)
  - Sede vacante (1554-1557)
- Gerardo Dedoni † (10 de diciembre de 1557-? falleció)
- Pedro del Frago Garcés † (6 de noviembre de 1562-20 de diciembre de 1566 nombrado obispo de Alguer)
- Lorenzo di Villa, O.F.M. † (mencionado en 1567)
- Miguel Maigues o Manríquez, O.S.A. † (13 de diciembre de 1568-? falleció)
- Giovanni Cannavera o Cascavera, O.F.M.Conv. † (1 de agosto de 1572-1573 falleció)
- Giovanni Manca † (8 de octubre de 1574-? falleció)
- Pedro Clement, O.Carm. † (23 de enero de 1585-1601 falleció)
- Antonio Surreddu † (13 de agosto de 1601-agosto de 1605 falleció)
- Lorenzo Nieto, O.S.B. † (17 de abril de 1606-12 de agosto de 1613 nombrado obispo de Alguer)
- Diego de Borja, O.F.M. † (26 de agosto de 1613-1615 falleció)
- Gavino Manconi † (30 de mayo de 1616-1634 falleció)
- Melchiorre Pirella † (7 de mayo de 1635-19 de julio de 1636[15] falleció)
- Miguel Beltrán † (13 de septiembre de 1638-1643 falleció)
- Antonio Manunta † (18 de abril de 1644-octubre de 1662 falleció)
- Giovanni Battista Brunengo † (13 de agosto de 1663-noviembre de 1679 falleció)
- Serafino Esquirro † (15 de julio de 1680-1681 falleció)
- Domenico Cugia † (10 de abril de 1684-1691 falleció)
- Francesco Masones y Nin † (2 de enero de 1693-15 de septiembre de 1704 nombrado arzobispo de Oristán)
- Isidoro Masones y Nin † (15 de diciembre de 1704-enero de 1724 falleció)
- Salvatore Ruju † (17 de marzo de 1727-enero de 1728 falleció)
- Giovanni Battista Sanna † (14 de junio de 1728-enero de 1736 falleció)
- Antonio Giuseppe Carcassona † (26 de septiembre de 1736-1 de mayo de 1760 falleció)
- Giuseppe Maria Pilo, O.Carm. † (25 de mayo de 1761-1 de enero de 1786 falleció)
- Michele Antonio Aymerich † (15 de septiembre de 1788-23 de julio de 1806 falleció)
  - Sede vacante (1806-1819)
- Giuseppe Stanislao Paradiso † (29 de marzo de 1819-4 de septiembre de 1822 falleció)
  - Sede vacante (1822-1828)
- Antonio Raimondo Tore † (28 de enero de 1828-2 de octubre de 1837 nombrado arzobispo de Cagliari)
  - Sede vacante (1837-1842)
- Pietro Vargiu † (22 de julio de 1842-3 de agosto de 1866 falleció)
- Francesco Zunnui Casula † (22 de febrero de 1867-16 de enero de 1893 nombrado arzobispo de Oristán)
- Palmerio Garau Onida † (12 de junio de 1893-27 de marzo de 1906 falleció)
  - Sede vacante (1906-1910)
- Francesco Emanuelli † (29 de agosto de 1910-10 de octubre de 1947 falleció)
- Antonio Tedde † (5 de febrero de 1948-6 de agosto de 1982 falleció)
- Giovanni Paolo Gibertini, O.S.B. † (23 de marzo de 1983-30 de septiembre de 1986 nombrado obispo de Ales-Terralba)

### Obispos de Ales-Terralba
- Giovanni Paolo Gibertini, O.S.B. † (30 de septiembre de 1986-11 de julio de 1989 nombrado obispo de Reggio Emilia-Guastalla)
- Antonino Orrù † (9 de abril de 1990-5 de febrero de 2004 retirado)
- Giovanni Dettori (5 de febrero de 2004-10 de febrero de 2016 retirado)
- Roberto Carboni, O.F.M.Conv. (10 de febrero de 2016-4 de mayo de 2019 nombrado arzobispo de Oristán)
  - Sede vacante (2019-2021)[nota 5]
- Roberto Carboni, O.F.M.Conv., desde el 3 de julio de 2021 (por segunda vez)